# Frank Martin
Frank Martin (Ginebra, 15 de septiembre de 1890 - Naarden, Países Bajos, 21 de noviembre de 1974) fue un compositor suizo, uno de los más destacados del siglo XX.

## Biografía
Frank Martin nació en Ginebra en 1890, décimo y último hijo de Charles Martin, un pastor calvinista. Antes de ir a la escuela tocaba el piano y practicaba la improvisación. A los 9 años, componía canciones completas, sin haber recibido ninguna instrucción musical. Una pieza de Bach, la Pasión según San Mateo que escuchó a los 12 años, le causó una profunda impresión, y Bach se convirtió en su verdadero mentor.
Estudió Matemáticas y Física en la Universidad de Ginebra durante dos años (según el deseo de sus padres), simultáneamente con la composición y el estudio del piano con Joseph Lauber (1864-1952), un compositor ginebrino que fue también organista en Locle, profesor en Zúrich en 1901 y director de orquesta en el Gran Teatro de Ginebra. Martin vivió de 1918 a 1926 en Zúrich, Roma y París. Las composiciones de esta época lo muestran a la búsqueda de su propio lenguaje musical.
En 1926, fundó la «Société de Musique de Chambre de Genève», que dirigió en tanto pianista y clavecínista durante 10 años. Durante este periodo, enseñó también teoría musical e improvisación en el Instituto Jacques-Dalcroze y música de cámara en el Conservatorio de Ginebra.
Fue director del «Technicum Moderne de Musique» de 1933 a 1940 y presidente de la «Association des musiciens Suisses» de 1942 a 1946.
Se trasladó a los Países Bajos en 1946 para disponer de más tiempo para sus composiciones que en Suiza, donde estaba implicado en numerosas actividades. Vivió 10 años en Ámsterdam y se instaló finalmente en Naarden.
De 1950 a 1957, enseñó composición en la «Staatliche Hochschule für Musik» de Colonia (Alemania). A continuación renunció a la enseñanza y se concentró en sus composiciones, abandonándolas ocasionalmente por conciertos de música de cámara y para dirigir sus propias obras orquestales. Trabajó en su última obra, la cantata Et la vie l'emporta, hasta diez días antes de morir.

## Obras principales
- Misa para doble coro (1924)
- Quatre pièces brèves para guitarra (1933)
- Le vin herbé (1938 y 1940-41), oratorio profano inspirado en Tristan e Isolda del escritor francés Joseph Bédier
- Petite symphonie concertante (1944-45)
- In terra pax (1944), oratorio
- Concerto pour 7 instruments à vent, timbales, batterie et orchestre à cordes (1949)
- Gólgota (1945-48), oratorio sobre la pasión de Cristo
- La Tempestad, opera en alemán basada en La tempestad de Shakespeare (1954)
- Le Mystère de la Nativité (1957-59), oratorio
- Pilatos (1964)
- Réquiem (1971-72)
- Polyptyque, et deux petits orchestres à cordes (1973)

Escribió también una sinfonía, dos conciertos para piano, un concierto para clavecín, un concierto para violín, un concierto para violonchelo y una serie de baladas para diferentes instrumentos solistas con piano u orquesta.
Ha desarrollado un estilo inspirado en el dodecafonismo de Arnold Schönberg, mostrando su interés en ello a partir de 1932, pero sin abandonar por completo la tonalidad.

## Distinciones
- 1947 - Premio de compositor de la «Association des Musiciens Suisses».
- 1949 - Doctor honoris causa de la Universidad de Ginebra.
- 1951 - Prix de Genève.
- 1953 - Grosser Kunstpreis des Landes Nordrhein-Westfalen - Ehrenmitglied der Wiener Konzerthausgesellschaft.
- 1955 - «Accademico Onorario di Santa Cecilia», Roma.
- 1959 - Primer Premio de la «Philadelphia Orchestra award».
- 1961 - Doctor honoris causa de la Universidad de Lausana - Membre Associé Honoraire de la Société des Arts de Genève.
- 1962 - Accademico Onorario di Accademia Filarmonica Romana.
- 1964 - «Grand Prix des Semaines Musicales Internationales» de París.
- 1965 - Ehrenmitglied der Akademie für Musik und darstellende Kunst, Wien - Ehrenmitglied des Musikvereins für Steiermark, Graz - Ehrenmitglied der Akademie für Musik und darstellende Kunst, Graz - Mozart-Medaille, Wien.
- 1968 - Verdienstkreuz 1. Klasse der Bundesrepublik Deutschland.
- 1969 - «Grand Prix National du Disque» (Prix Arthur Honegger), París.
- 1970 - Ehrenmitglied der Tonhalle-Gesellschaft, Zúrich.
- 1971 - Compagnon d'Honneur de la Confrérie du Guillon.
- 1973 - Miembro de Honor de la Unión Coral de Lausana - Miembro de Honor del «Conseil International de la Musique», París.
- 1974 - Miembro Asociado de la «Académie Royale des Sciences, des Lettres et des Beaux Arts» de Bélgica.